# ハーヴェイ・ニコルズ

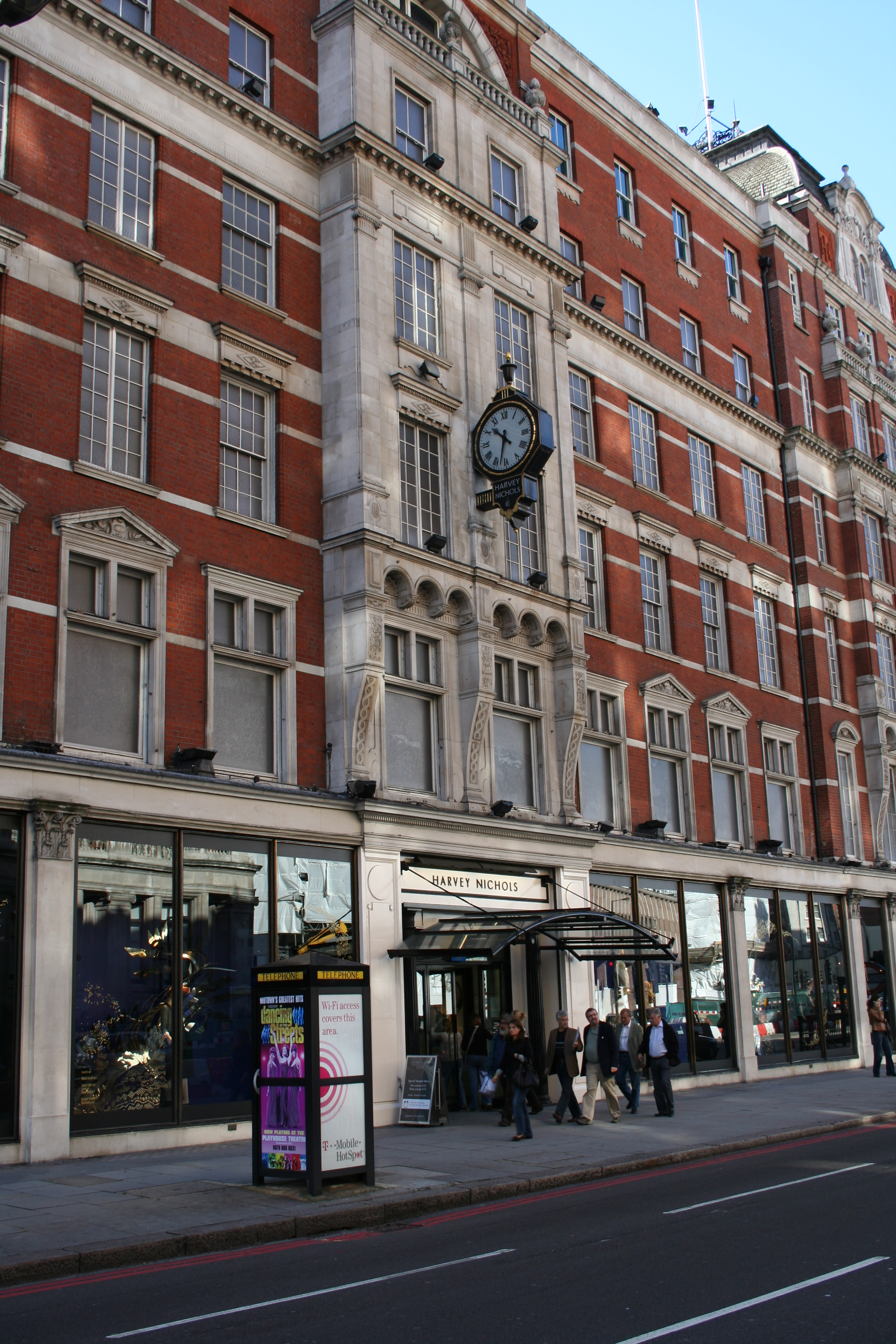
ロンドンにあるハーヴェイ・ニコルズの外観

ハーヴェイ・ニコルズ（英：Harvey Nichols）とは、イギリスに本店を置く百貨店（デパート）の一つである。日本語ではハーヴィー・ニコルス、ハーベイ・ニコルズなどと表記することもある。愛称は「ハービー・ニックス」。

## 概要
イギリス国内外に店舗を展開する百貨店であるが、日本の旅行ガイドブック等ではロンドン・ナイツブリッジにある店舗を紹介していることが多い。
このロンドンの店舗は、ブロンプトン・ロードとスローン・ストリートの交差点の東南角に位置し、売り場は地下2階から地上6階まである。店舗前にロンドン地下鉄ピカデリー線・ナイツブリッジ駅の出入口がある。同じくブロンプトン・ロードに面する百貨店であるハロッズはここから徒歩約3分の所にあり、両者はしばしばライバル視されている。
このロンドンの店舗について、日本の複数の旅行ガイドブックの紹介記事で共通している内容は、ファッション関係の商品が充実していることである。ロンドンの最新ファッション商品を取り揃え、流行の最先端を行くとまで評されている。
また、ロンドンの店舗の6階（フィフス・フロア）にはレストランや食料品売り場があり、オリジナルパッケージの食品が並んでいることが特徴とされる。日本料理レストランのヨー!スーシもこの階にある。

## 歴史
1813年、ベンジャミン・ハーヴィーがナイツブリッジに開業したリネンショップが前身。1820年、コロネル・ニコルスと共同経営となる。

## 店舗展開
前述のロンドンの店舗の他、イギリス国内やイギリス国外へも店舗展開を行っている。ロンドン以外で店舗のある都市は次のとおり。

### イギリス国内
- ブリストル
- マンチェスター
- エディンバラ
- バーミンガム
- リーズ
- リヴァプール

### イギリス国外
- ダブリン
- リヤド
- 香港 （2店舗）
- ドバイ
- イスタンブール
- クウェート
- アンカラ